# Bremer Wallanlagen
Die Bremer Wallanlagen waren Teil der Bremer Stadtbefestigung und gingen aus den bis zum 17. Jahrhundert erbauten Befestigungsanlagen hervor und sind heute eine beliebte Parkanlage am Rande der Bremer Altstadt. Sie sind nicht nur Bremens älteste, sondern auch die erste öffentliche Parkanlage in Deutschland, die durch eine bürgerliche Volksvertretung realisiert wurde.

## Geschichte

### Anfänge der Stadtbefestigung

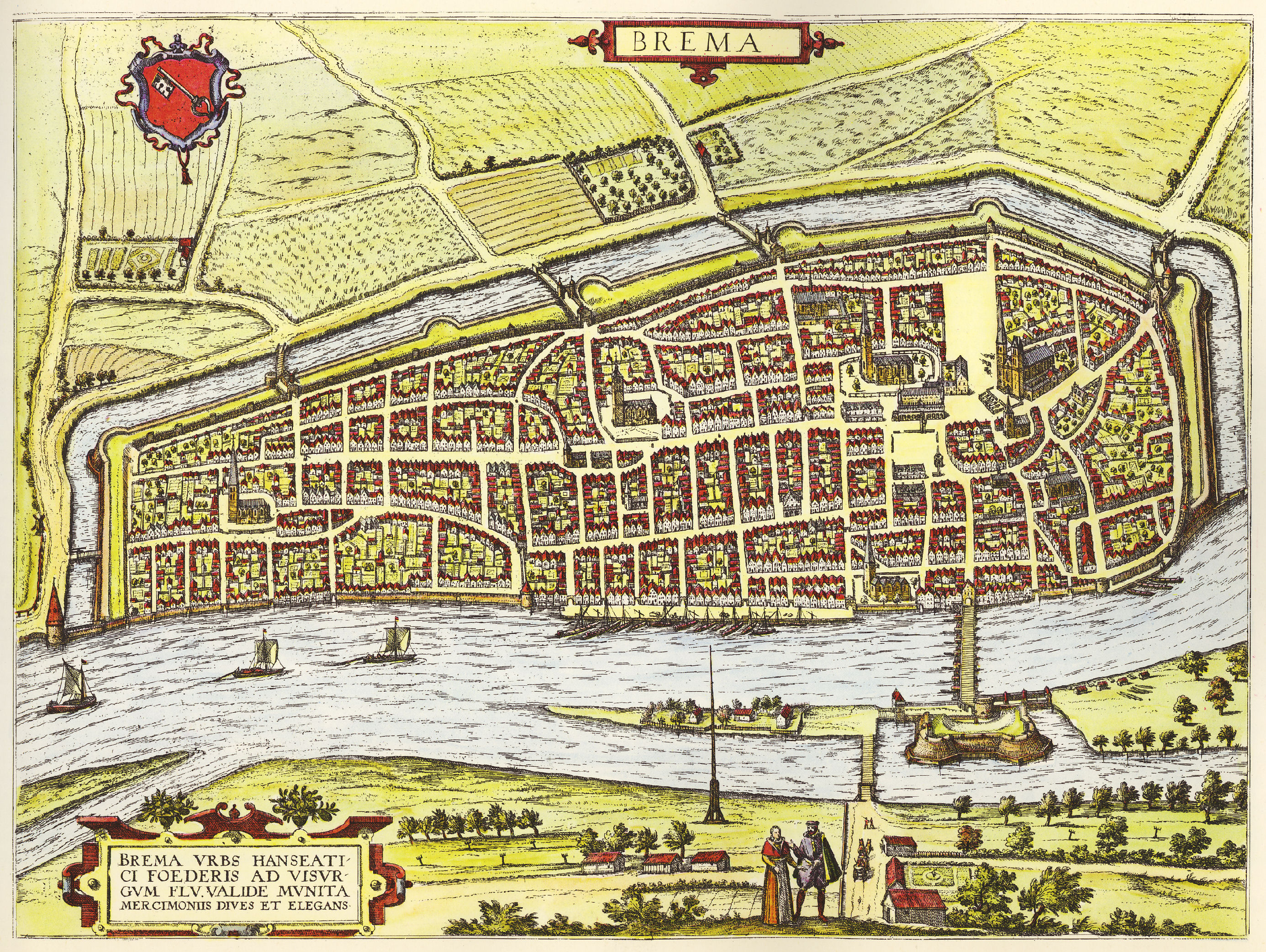
Die Bremer Stadtbefestigung im Jahre 1598

Bremen war als klassisches Runddorf vermutlich seit Anfang an, also seit 782, durch einen Holzwall geschützt. Dieser wurde spätestens um 1229 durch eine auf Findlingen gebaute Backsteinmauer ersetzt. Einige Quellen sprechen auch davon, dass die erste Stadtmauer schon um 1032 errichtet wurde. Zudem zog man einen ersten Stadtgraben außerhalb dieser Mauer, der vom Wasser der Weser bzw. der Balge gespeist wurde. Um 1250 hatte die Stadt sechs Tore:
- Ostertor
- Bischofstor
- Herdentor
- Ansgariitor
- Brückentor
- Natel

Ein halbes Jahrhundert später, 1305, wurde der Befestigungsring erweitert und um das Stephaniviertel gezogen. Die Stadtmauer hatte zu diesem Zeitpunkt eine Dicke von 1,20 Metern und eine Höhe von fünf Metern. Sie besaß einen hölzernen Laufgang, Schießscharten, sowie 22 Türme.

### Ausbau

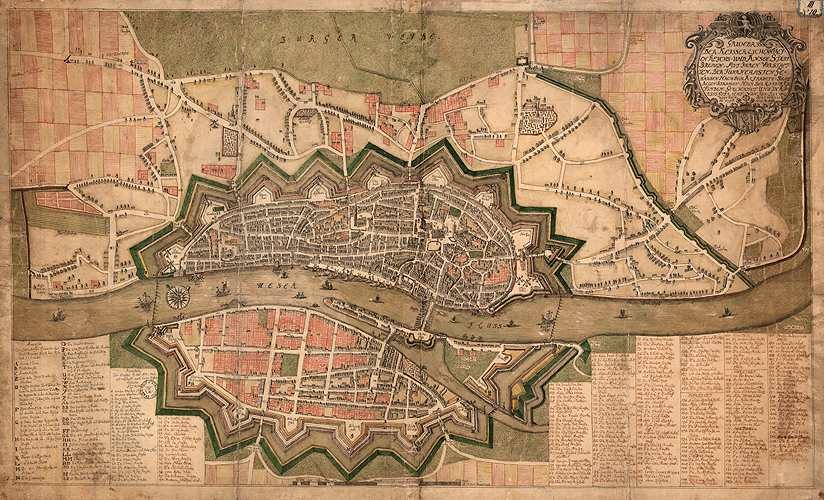
Bremen als Festung, 1757

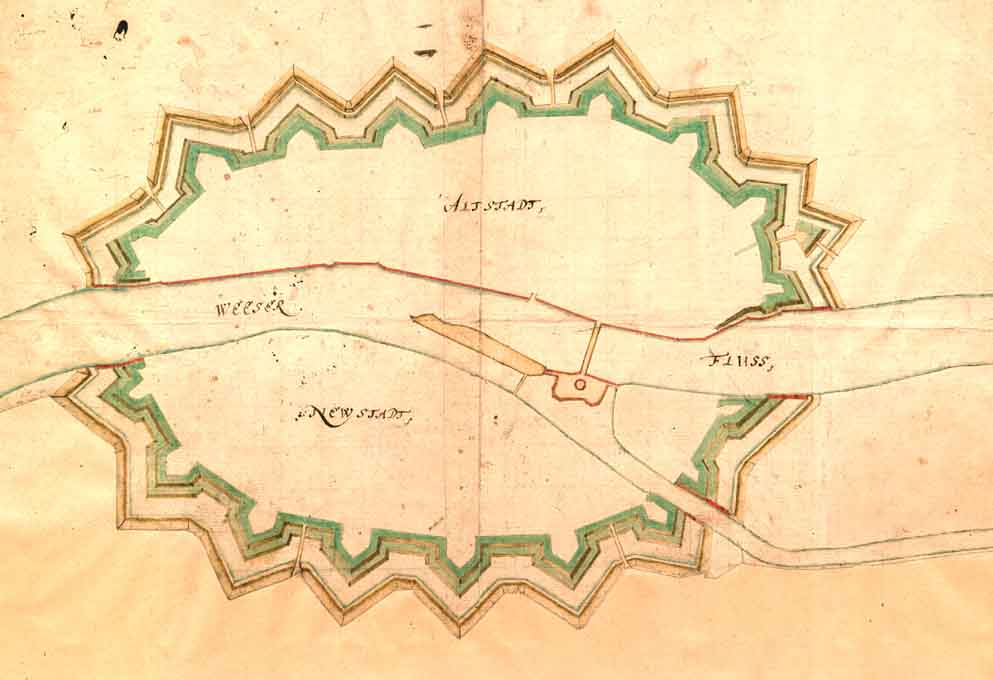
Plan der neuen Wallanlagen

Im 17. Jahrhundert bis 1664 wurden die Bremer Befestigungsanlagen nach den Plänen des niederländischen Festungsbaumeisters Johan van Valckenburgh ausgebaut. Er entwickelte ein Konzept, das einen zackenförmigen Wassergraben um die gesamte Stadt, einschließlich der neu gegründeten Neustadt am linken Weserufer, vorsah. Die Realisierung erfolgte in der Neustadt bereits von 1623 bis 1628. Die Altstadt folgte 1660 bis 1664.
Der Aushub aus dem zirka 3,30 Meter tiefen Graben wurde dahinter als Wall aufgeschüttet. Die Ausbuchtungen innerhalb des Wasserringes wurden mit Kanonen besetzt und fungierten als Bastionen. Die Stadtmauer, welche allerdings nur in der Altstadt existierte und dort noch hinter dem Erdwall lag, wurde verstärkt. Sie besaß um 1750 fünf Tore:
- Stephanitor
- Doventor
- Ansgaritor
- Herdentor
- Ostertor

In der Neustadt gab es nur zwei Durchlässe durch den Wall:
- Hohentor
- Buntentor

Der einzige wirkliche Angriff, den die Befestigungsanlagen aushalten mussten, war die Belagerung durch die Schweden 1666 im Zweiten Bremisch-Schwedischen Krieg.
In den Wallanlagen befanden sich zwischen Ansgarii- und Herdentor früher  
- das Gießhaus, wahrscheinlich aus dem 14. Jahrhundert, in dem Glocken und Kanonen gegossen wurden; es stand beim Bau der Bastionen im 17. Jh. auf der Gießhausbastion, und daneben
- das Reithaus von 1722 für den Bereiter des Marstalls (Alter Marstall) bis 1598 in der Langenstraße danach in der Komturei; das Reithaus wurde später mehrfach für Schaustellungen und für das Theater genutzt, 1817 neu für eine Schmelze gebaut; hier stehen heute die  Häuser Am Wall Nr. 124/126.

### Umgestaltung

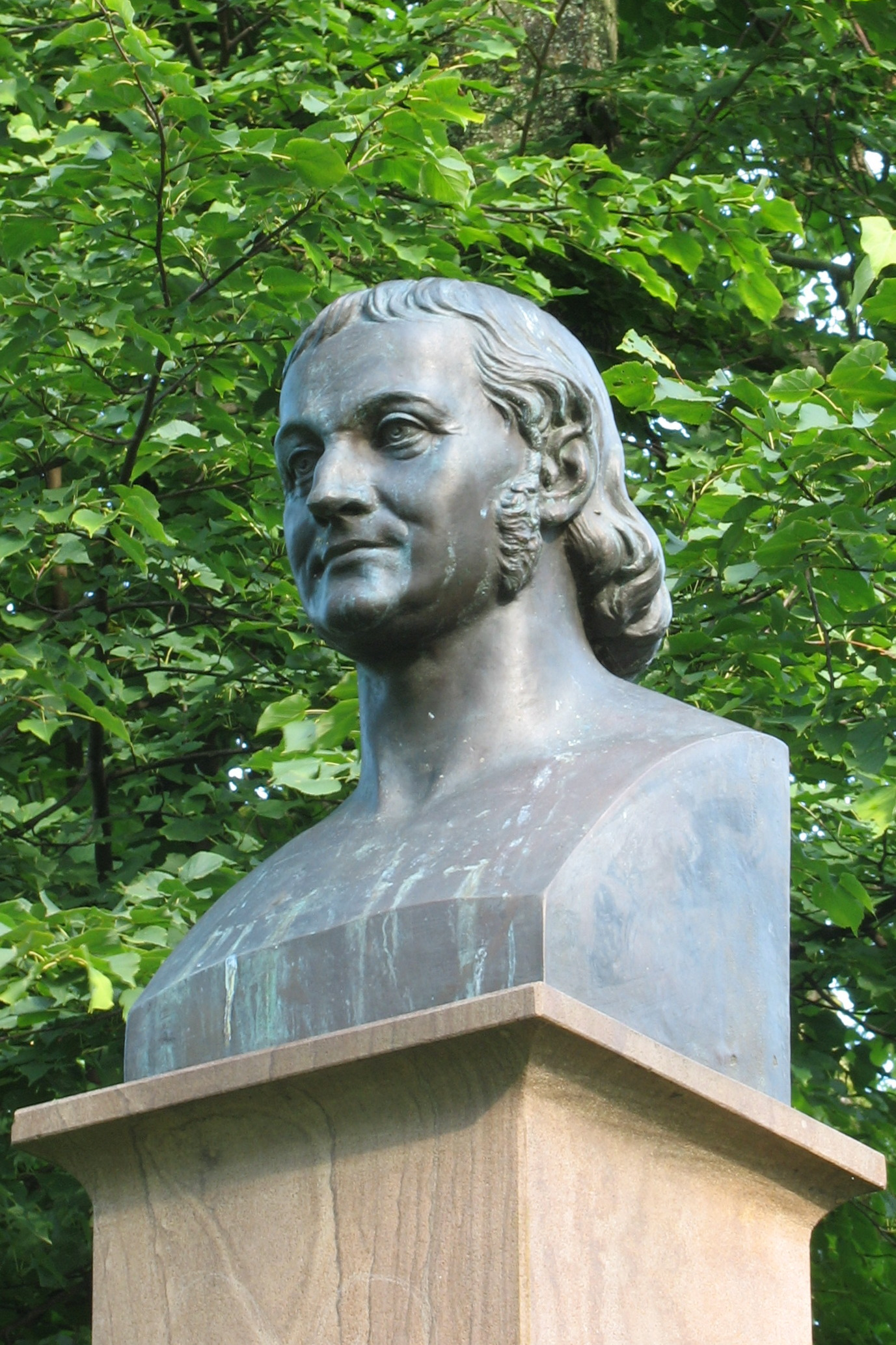
Isaak Altmann

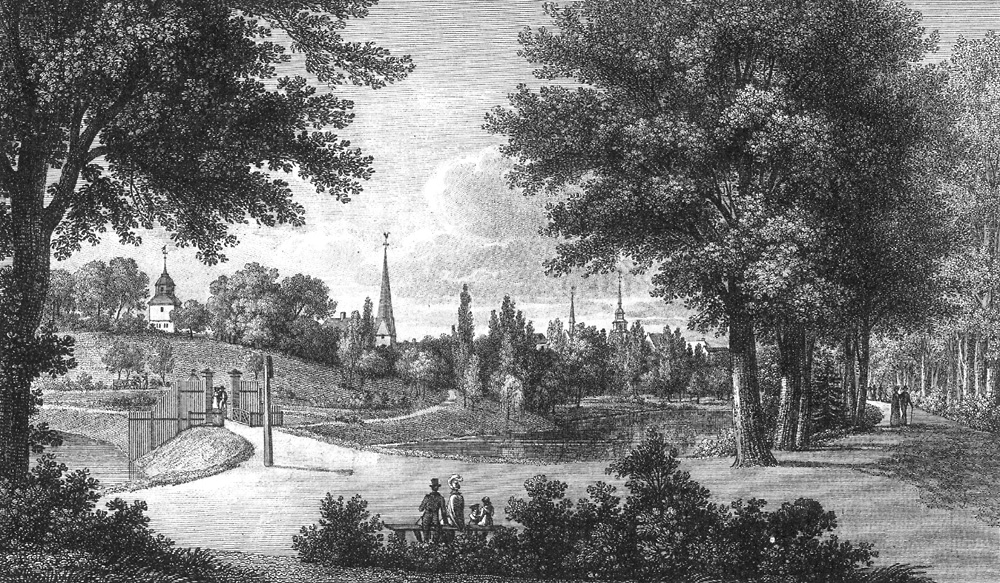
Die Wallanlagen um 1820

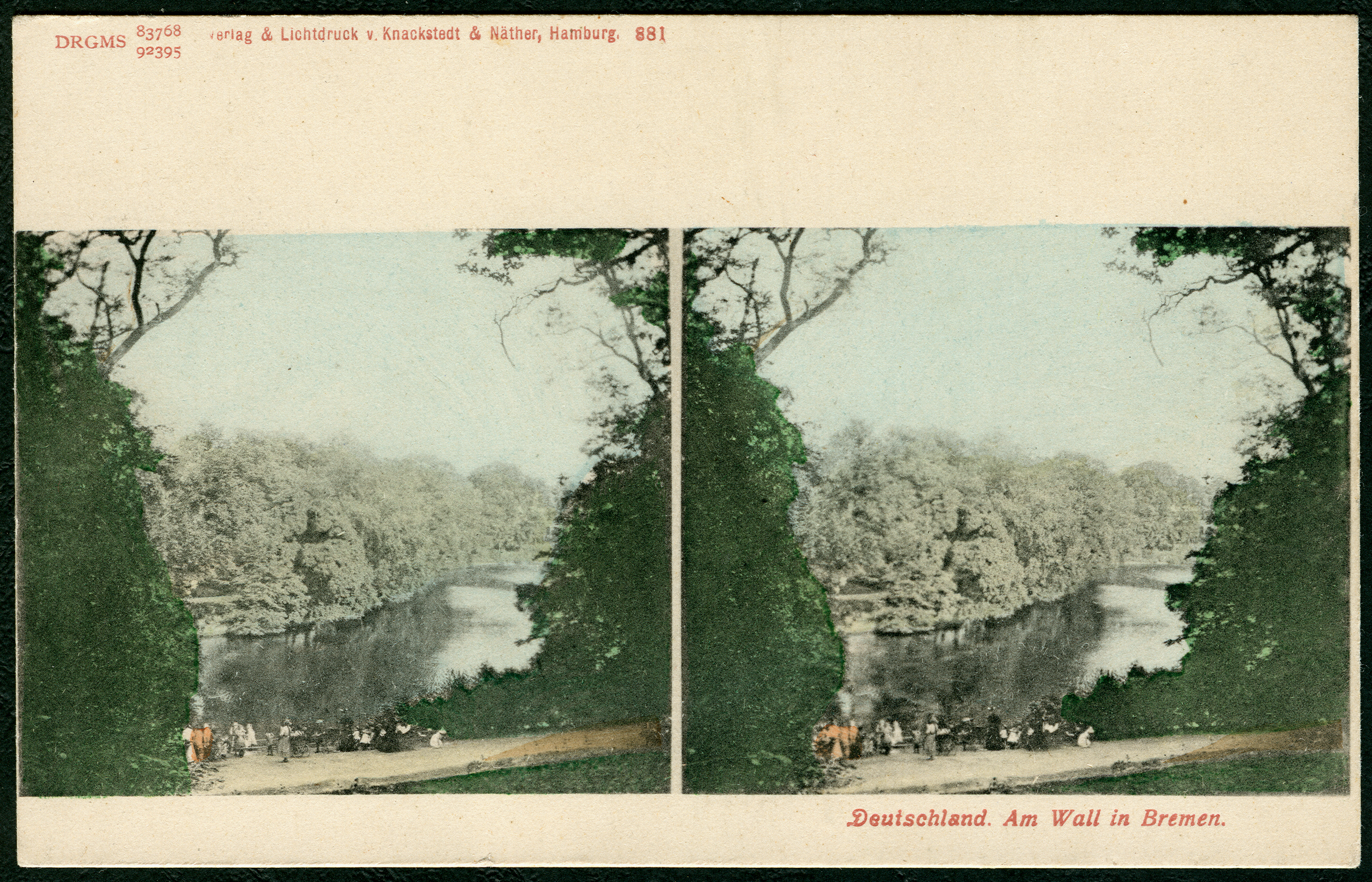
Handkolorierte Sicht über die Wallanlagen mit Personen um 1900;
Stereoskopie Nr. 881 von Knackstedt & Näther

Im 18. Jahrhundert war der militärische Wert der Anlagen relativ gering geworden, da das Zeitalter der großen Belagerungen und Angriffskriege in Mitteleuropa vorbei war. Die Bastionen wurden mehr und mehr zweckentfremdet. Man baute Windmühlen auf ihnen, bepflanzte sie mit Bäumen und legte Gärten und Pfade zu den Wasserstellen an. So wurde 1802 beschlossen, die Brustwehren abzubauen und die Wälle zu einem englischen Landschaftsgarten umzugestalten.
Mit der Durchführung der Arbeiten wurden die Gärtner Christian Ludwig Bosse (1802) und Isaak Altmann (ab 1803) beauftragt. Der erste Bauabschnitt wurde 1803 zwischen Weser und Herdentor begonnen, die gesamte Anlage 1811 fertiggestellt. Die Wälle wurden etwas abgeflacht, Fußwege angelegt und die sieben Windmühlen in den Park integriert. Die gezackte Form des Wallgrabens wurde abgerundet. Unter dem ersten Bremer Gartenbaudirektor Paul Freye wurden die Wallanlagen im 20. Jahrhundert noch einmal verändert, ihre charakteristische Form mit dem zickzackförmigen Stadtgraben ist aber im Wesentlichen bis heute erhalten geblieben. Lediglich im westlichen Teil der Anlage ergaben sich mit der Errichtung der Eisenbahnlinie nach Oldenburg im 19. Jahrhundert und dem Bau der Stephanibrücke samt Zubringerstraße Veränderungen. Unter anderem wurde der Wallgraben in diesem Bereich zugeschüttet und die Grünanlage zugunsten von Straßen- und Bahnflächen erheblich reduziert.
Im Zweiten Weltkrieg wurde das 1843 errichtete Stadttheater auf dem „Theaterberg“ (der Bischoffsnadel-Bastion) zerstört. Die Reste der Ruine wurden 1965 abgerissen. Der Bereich wurde anschließend gärtnerisch neugestaltet und wurde als Theatergarten Teil der Wallanlagen. Der Theaterbetrieb wurde im Theater am Goetheplatz, Goetheplatz Nr. 1–3, wiederaufgenommen. In der Nachkriegszeit befand sich zwischenzeitlich mit der Kunst-Krypta eine Sehenswürdigkeit im alten Bunker am Theaterberg, die 1968 zugunsten der Gartenneugestaltung abgerissen wurde.
In den 1950er Jahren wurde das Gelände des kriegszerstörten Focke-Museums nach seiner gärtnerischen Neugestaltung als Focke-Garten in die Wallanlagen miteinbezogen, so dass sich diese auch an ihrem westlichen Abschluss wieder bis an die Weser erstrecken.

### Heutige Nutzung
Die Wallanlagen umschließen noch heute fast die ganze Altstadt. Sie erstrecken sich von der Weser am Osterdeich im Osten bis zum Doventorswall im Stephani-Viertel, wo sie von der Oldenburger Straße (Bundesstraße 6) unterbrochen werden und weiter bis zum Focke-Garten.

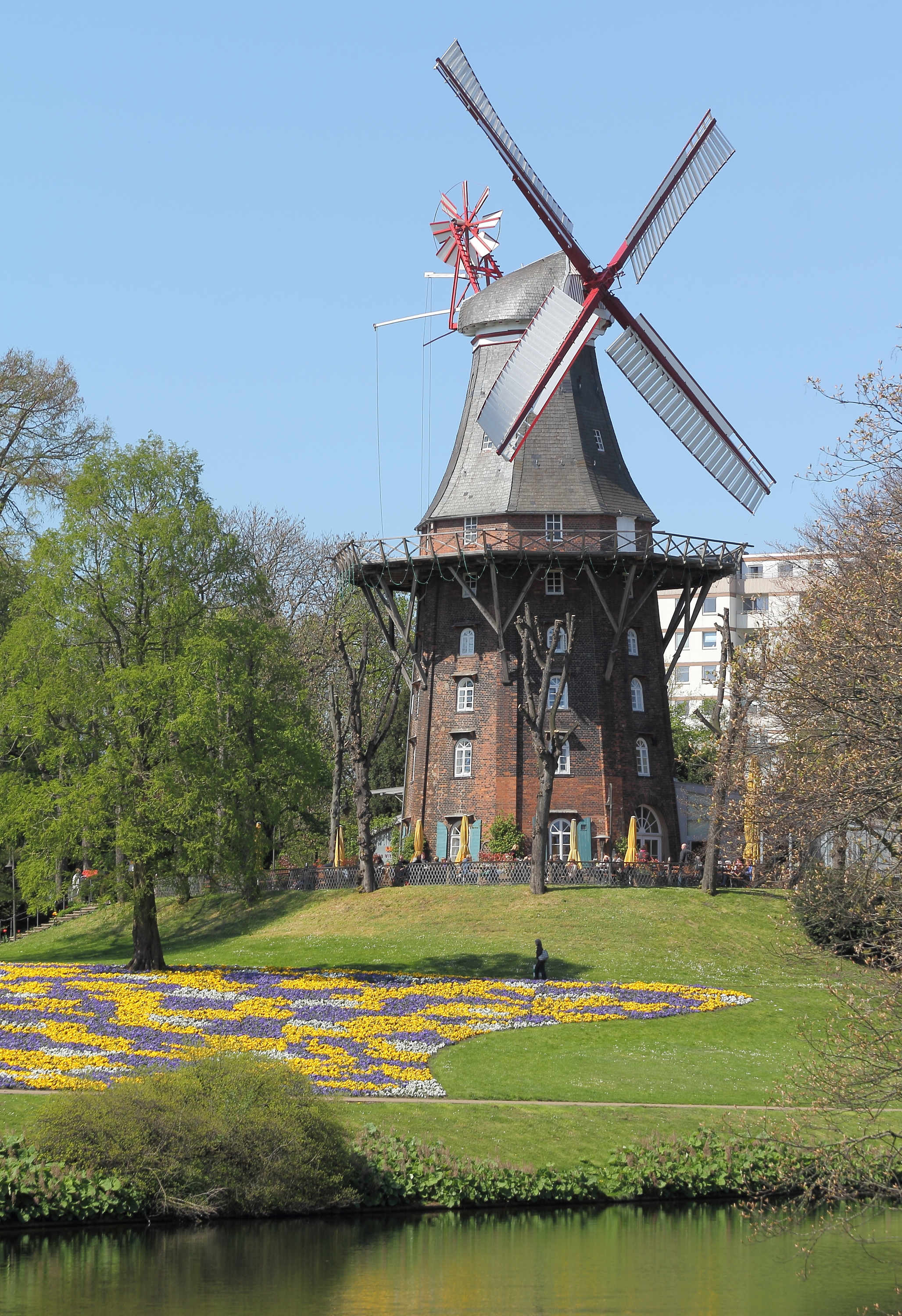
Mühle am Wall Bremen

Die Abgrenzung zum Stadtzentrum bildet die verkehrsreiche Straße Am Wall mit Geschäften in zum Teil alten ansehnlichen Gebäuden und einem herrlichen Blick auf die Parkanlage sowie die jenseits der Wallanlagen verlaufende Contrescarpe.
Vier große Straßen unterbrechen die langgestreckte Parkanlage:
- die zum Ostertorviertel führende Straße Am Wall mit der Kunsthalle und dem nahen Theater am Goetheplatz
- der vom Hauptbahnhof kommende Herdentorsteinweg, mit Blick auf die Wallmühle am Herdentor
- die zur Neustadt führende Bürgermeister-Smidt-Straße
- die Doventorstraße am Doventor

In der Neustadt existiert heute mit der Piepe, welche früher als Holzhafen genutzt wurde, nur noch ein kleiner See als Rest des Stadtgrabens. Die unterbrochenen Grünzonen der Neustadtswallanlagen markieren hier den früheren Wasserlauf.
Im Zusammenhang mit den Feierlichkeiten anlässlich ihres 200-jährigen Bestehens im Jahre 2002 wurden die seit 1973 bzw. 1977 unter Denkmalschutz stehenden Wallanlagen von 1998 bis 2002 unter der Leitung von Stadtgrün Bremen nach gartendenkmalpflegerischen Gesichtspunkten restauriert. Dabei wurden Wege saniert oder neu angelegt und Neupflanzungen vorgenommen. Über die Funktion einer grünen Lunge hinaus werden die Anlagen für viele Veranstaltungen genutzt, die in den vergangenen Jahren mehr als 100.000 Besucher hatten.

## Sehenswürdigkeiten

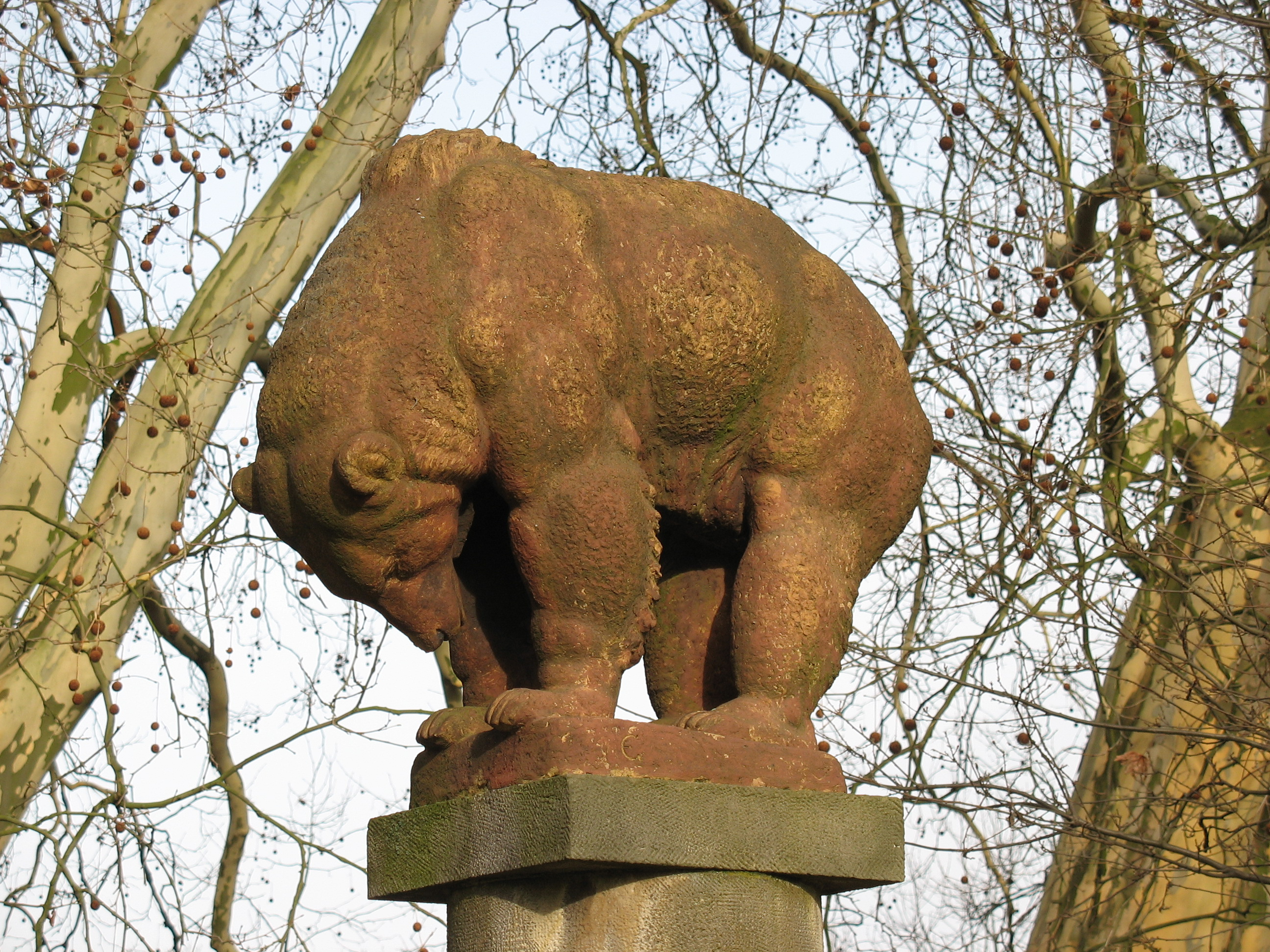
Eine von zahlreichen kleineren Skulpturen in den Wallanlagen

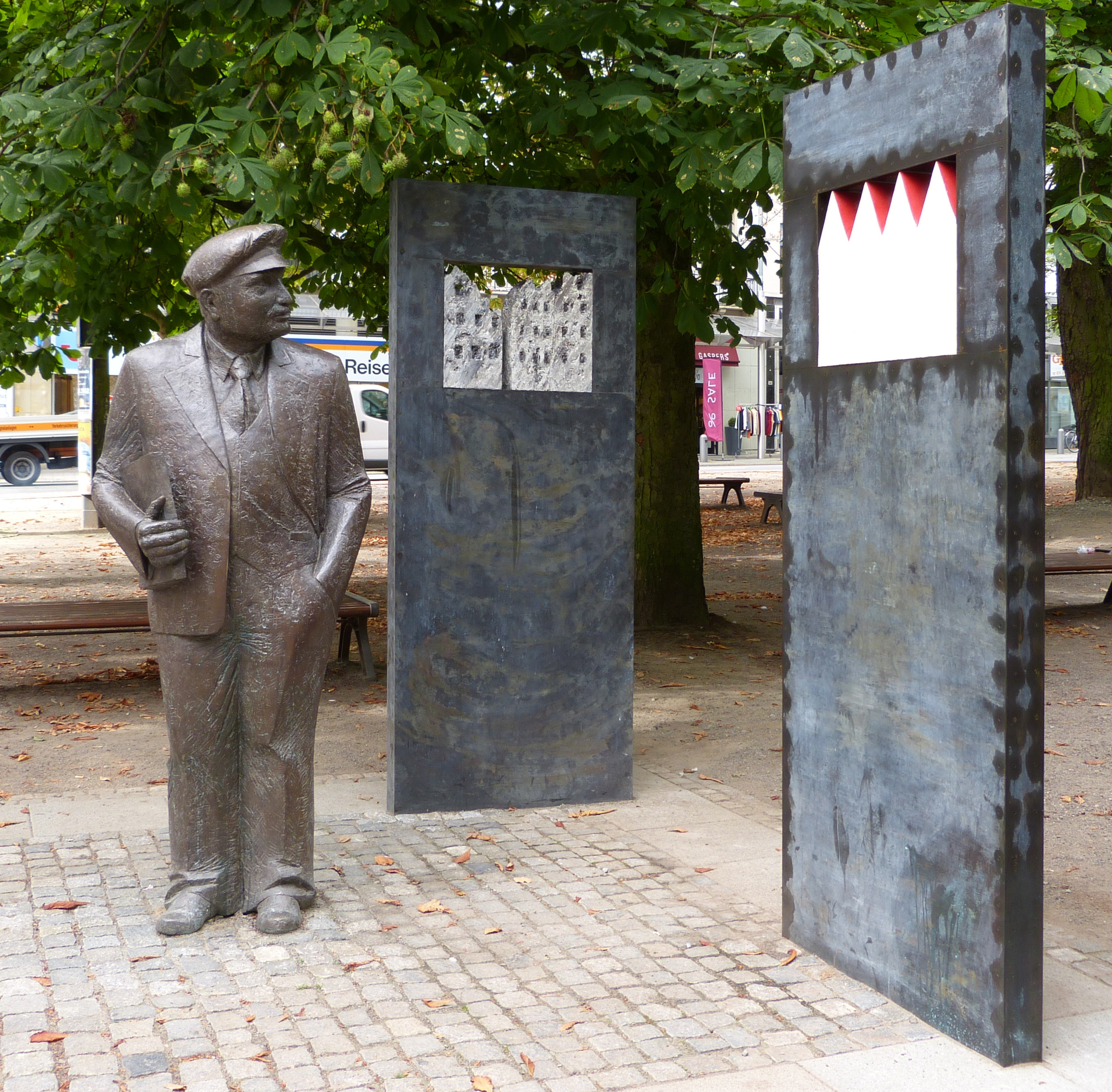
Wilhelm-Kaisen-Denkmal

- Olbers-Denkmal am Ostertor, eingeweiht am 11. Oktober 1850, für den Arzt und Astronom Wilhelm Olbers
- Steinhäuser-Vase am Herdentor, enthüllt am 30. August 1856, mit dem Motiv Klosterochsenzug (Verlosung eines Ochsen zugunsten des Krankenhauses im Johanniskloster)
- Die Herdentorsmühle wurde nach dem letzten Brand 1892 im alten Stil wieder aufgebaut und war noch bis 1942 in Betrieb. Der Mühlenkopf wurde 1998 restauriert und in der Mühle ein Café eingerichtet.
- Baum-Hasel am Herdentor, ältester Baum der Wallanlagen
- Der Rosselenker, Bronzedenkmal von 1902 von   Louis Tuaillon
- Kriegerehrenmal Altmannshöhe (Entwurf Ernst Gorsemann), eingeweiht am 13. Oktober 1935. Die Skulptur Mutter mit Kindern wurde vor Kriegsende durch Bombensplitter beschädigt. Gorsemann schuf eine neue Plastik, die am 27. Mai 1963 aufgestellt wurde
- Kriegsgefangenendenkmal am Fuß der Altmannshöhe, eingeweiht am 14. Oktober 1934
- Figur 1963 am Herdentor, 1962, soll die Großstadtballung Bremens symbolisieren
- Das Ende, Bronzeplastik von Bernd Altenstein in Höhe der Bischofsnadel, 1978
- Das Böse, Skulptur  am Herdentor (vor dem Marriott-Hotel), 1988, 5 m hohe Granitplatte
- Mann und Frau, Eisenguss-Skulptur von Christa Baumgärtel (1992, seit 2003 in den Wallanlagen).
- Denkmal Paula Modersohn-Becker von Clara Westhoff, 2007 zum 100. Todestag von Paula Modersohn-Becker hinter der Kunsthalle Bremen aufgestellt.
- Das Heinrich-Heine-Denkmal seit 2010, Entwurf von Waldemar Grzimek
- Kaisen-Denkmal aus Bronze von Christa Baumgärtel; 2012 zum 125. Geburtstag von Wilhelm Kaisen in Höhe Herdentorsteinweg im Kastanienwäldchen aufgestellt.
- Der Rehbrunnen oder Hildebrandbrunnen von 1933 in der Nähe der Wallmühle stammt von  Ernst Gorsemann und wurde zu Ehren von Bürgermeister Hermann Hildebrand gestiftet.